# Scott Shaw (acteur)
Ne doit pas être confondu avec Scott Shaw (dessinateur).
Scott Shaw, né le 23 septembre 1958 à Hollywood (Californie), est un acteur, réalisateur et producteur de films d'arts martiaux américain. Il est également l'auteur d'ouvrages sur le mysticisme.